# Bartolomé Terradas
Bartolomé Terradas y Brutau fue un jugador del Fútbol Club Barcelona de finales del siglo XIX y principios del XX. Además fue el primer tesorero y el segundo presidente que tuvo en su historia el club catalán. 
Su etapa deportiva comenzó el mismo año de la fundación del club. Terradas asistió a la reunión fundacional del club celebrada en el gimnasio Solé el 29 de noviembre de 1899, en la que se oficializó la creación de la entidad. Participó en el debut deportivo ante un equipo formado por miembros de la colonia inglesa residentes en Barcelona el 8 de diciembre de 1899. El partido se jugó en el antiguo Velódromo de la Bonanova. Solo jugaron diez jugadores porque no había más disponibles. Ganaron los británicos por 1 a 0. Su trayectoria deportiva finalizó en el año 1903 con 31 partidos disputados con el Barcelona.
El 25 de abril de 1901 pasó a desarrollar las funciones de presidente de la entidad barcelonista, tras la dimisión por razones laborales de Walter Wild.
Su saneada situación económica le permitía afrontar situaciones difíciles. Fue el primer mecenas del FC Barcelona. Con una aportación de 1400 pesetas salvó la economía de la entidad.
Durante su mandato se produjo una lucha entre el presidente de la Sección Gimnástica Española, que intentaba acaparar la dirección del fútbol, que era cada vez más popular, y a la mayor parte de los clubs. Estos querían dirigir sus destinos. Terradas contribuyó a la creación de la Associació Catalana de Futbol, que agrupó a todos los clubs excepto al RCD Español y al Internacional, aunque, posteriormente, también se incorporarían.
Ante la necesidad de abandonar el campo del Hotel Casanovas, compró unos terrenos en Horta. Creó la primera comisión deportiva formada por Gamper, Meyer y Viderkher. Durante su mandato, se dio luz verde a la formación de un segundo y un tercer equipo.
Con Terradas en la presidencia, el FC Barcelona ganó su primer título, la Copa Macaya, considerada el Campeonato de Cataluña. El club, en cambio, perdió la final del Campeonato de España frente al Vizcaya, por 2-1.
Abandonó el cargo el 5 de septiembre de 1902. En total presidió el club durante 507 días. Después de esta etapa en la presidencia de la entidad, en septiembre de 1903 fue elegido vocal y, un año después, vicepresidente.